# Liste der costa-ricanischen Botschafter in Jugoslawien
Alexander I. und Cleto González Víquez nahmen 1928 konsularische Beziehungen auf.
Am 4. Mai 1934 unterzeichneten Leonid Pitamic, Ministre plénipotentiaire des Königreich Jugoslawien und Manuel González Zeledón in Washington, D.C. das Convenio González-Pitamic, eine Handelsvereinbarung.
Am 11. Juni 1992 brach die Regierung Miguel Angel Rodríguez Echeverría die diplomatischen Beziehungen zur Regierung in Belgrad ab. Die Regierungen in Belgrad wurden nicht als Erben des ehemaligen Jugoslawien anerkannt.
Gegenwärtig ist der Botschafter in Wien regelmäßig auch in Belgrad akkreditiert.
| Agrément/Ernennung/Akkreditierung | Botschafter                         | Bemerkungen | ernannt von                      | akkreditiert während der Regierung von | Posten verlassen |
| --------------------------------- | ----------------------------------- | --- | -------------------------------- | -------------------------------------- | ---------------- |
| 1952                              | Josef Romualdowitsch Grigulewitsch  | Ministro Plenipotenciario in Rom | Alberto Oreamuno Flores          | Ivan Ribar                             | 1954             |
| 1954                              | José Ángel Coto Garbanzo            | Ministro Plenipotenciario in Rom | José Figueres Ferrer             | Josip Broz Tito                        | 1956             |
| 1963                              | José Francisco Carballo Quirós      | Botschafter in Madrid. | Francisco José Orlich Bolmarcich | Josip Broz Tito                        | 1964             |
| 1975                              | Teodoro Quirós Castro               | Botschafter in Bukarest. (* 29. April 1917 in San José (Costa Rica)) 1957–1958: Ministro de Agricultura y Ganadería de Costa Rica, 1971 Gerente del Instituto de Tierras y Colonización de Costa Rica | Daniel Oduber Quirós             | Josip Broz Tito                        | 1977             |
| 1979                              | Arnoldo Amrhein Pinto               | Botschafter in Bonn. | Rodrigo Carazo Odio              | Josip Broz Tito                        | 1982             |
| 1983                              | Francisco Antonio Pacheco Fernández | Botschafter in Rom | Luis Alberto Monge Álvarez       | Mika Špiljak                           | 1985             |
| 1991                              | Carlos Alberto Vargas Solís         | Botschafter in Warschau. | Rafael Ángel Calderón Fournier   | Borisav Jović                          | 11. Juni 1992    |